# Ulmus macrocarpa
Ulmus macrocarpa är en almväxtart som beskrevs av Henry Fletcher Hance. Ulmus macrocarpa ingår i släktet almar, och familjen almväxter. Utöver nominatformen finns också underarten U. m. glabra.
Trädet förekommer i centrala och nordöstra Kina, på Koreahalvön, i Mongoliet och i angränsande regioner av Ryssland. Det ingår vanligen i skogar. För beståndet är inga hot kända. IUCN listar arten som livskraftig (LC).

## Bildgalleri

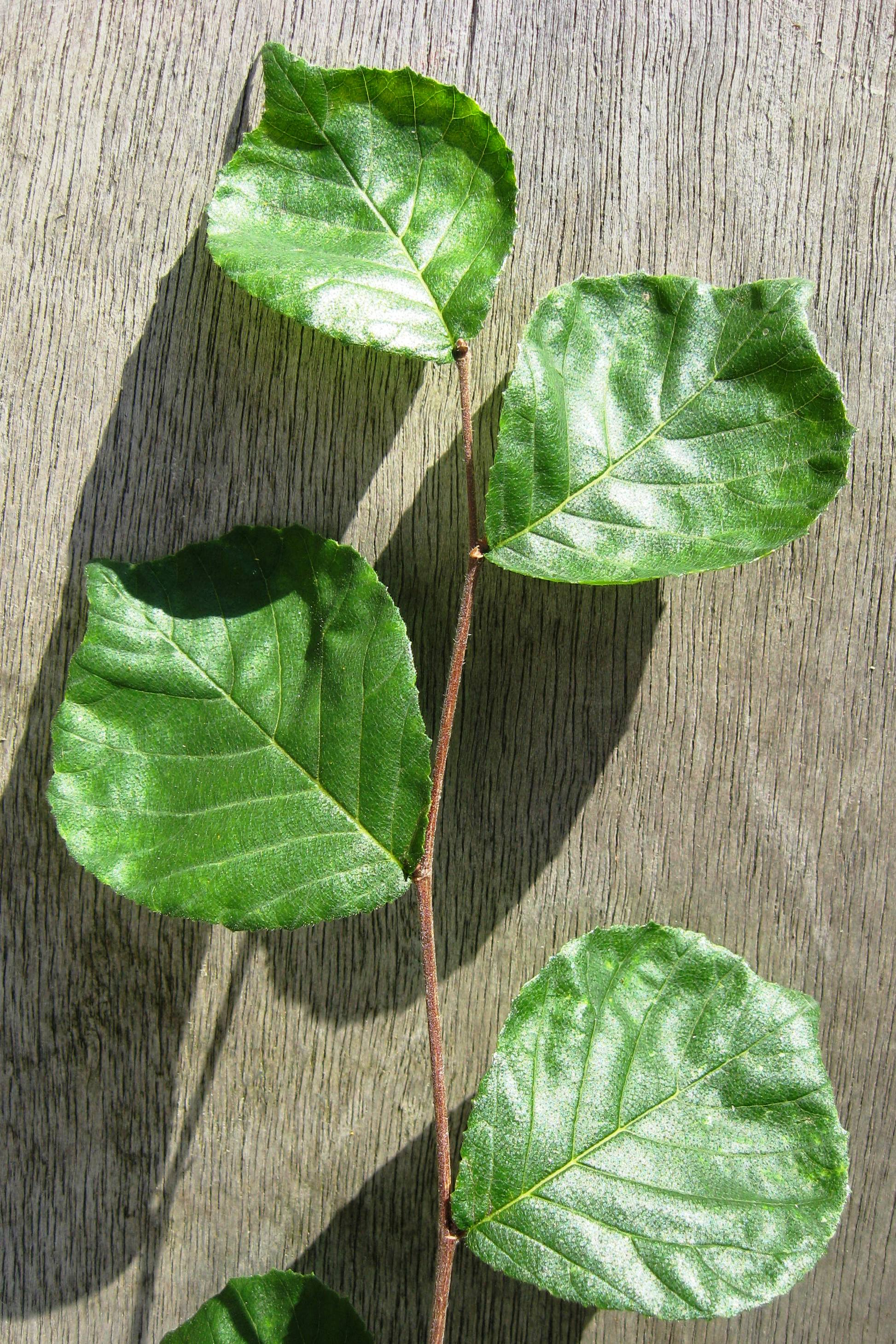